# Moje serce należy do ciebie (film 2002)
Moje serce należy do ciebie (oryg. Dil Hai Tumhaara, hindi: दिल है तुम्हारा, urdu: دل ہے تمہارا) – 2002 bollywoodzka komedia romantyczna wyreżyserowana przez Kundan Shaha, autora Kabhi Haan Kabhi Naa (1993 z Shah Rukh Khanem). W rolach głównych: Rekha, Preity Zinta, Mahima Chaudhry, Arjun Rampal, Jimmy Shergill i Alok Nath. Tematem filmu są relacje w rodzinie, uprzedzenia, żale, tęsknota za miłością matki, a także relacje między mężczyzną a kobietą i miłość także ta nieodwzajemniona.

## Fabuła
Sarita (Rekha) nie zdążyła ochłonąć po wstrząsie wywołanym odkryciem zdrady męża, gdy spotyka ją kolejny cios. Dochodzi do wypadku samochodowego, w którym ginie kochanka męża. Umierający mąż prosi zdradzoną żonę o zajęcie się córką z tego sekretnego związku. Sarita zaczyna wychowywać razem dwie dziewczynki: własną córkę Nammi i Shalu. Matce nie udaje się wychowując Shalu pokonać żal do męża. Nie znając swojej przeszłości dziewczynka nie może zrozumieć, dlaczego matka okazując tyle czułości Nammi pozostaje szorstka w stosunku do niej. Mimo to siostry łączy wielka miłość, Nammi pociesza młodszą siostrzyczkę często rozżaloną z powodu pretensji matki. Mijają lata. Córki dorastają do zamążpójścia. Shalu (Preity Zinta) spotyka na swej drodze Deva (Arjun Rampal), w którym zakochuje się też Nammi (Mahima Chaudhry).

## Motywy kina indyjskiego
- Inne filmy o trudnych relacjach matki z córką to Tehzeeb i Vivah. Ten ostatni też przedstawia problem nierównej miłości matki wobec wychowywanych córek i cierpienia tej cudzej, przysposobionej, stąd niekochanej.
- Jeszcze inny film pokazujący żal kobiety z powodu zdrady męża i odrzucenie jego dziecka ze związku z inną kobietą (mimo jego zabiegania o jej miłość) to Jestem przy tobie. Tym razem chodzi o syna granego przez Shah Rukh Khana.

## Obsada
- Rekha – Saritaji
- Preity Zinta – Shalu
- Mahima Chaudhry – Nimmi
- Arjun Rampal – Dev Khanna
- Jimmy Shergill – Samir
- Alok Nath – pan Khanna, ojciec Deva

## Piosenki
Film zawiera 9 piosenek skomponowanych przez duet Nadeem-Shravan.
- Betabi Ka Khamoshi Ka – Sarika Kapoor
- Chahe Zubaan – Alka Yagnik i Sonu Nigam
- Chayya Hai Jo Dil – Kavita Krishnamurthy i Shaan
- Dil Hai Tumhaara – Alka Yagnik, Kumar Sanu i Udit Narayan
- Dil Laga Liya Maine – Alka Yagnik i Udit Narayan
- Kabhi Hasna Hai Kabhi – Tauseef Akhtar
- Kasam Khake Kaho – Alka Yagnik i Kumar Sanu
- Mohabbat Dil Ka Sakoon – Alka Yagnik, Kumar Sanu i Udit Narayan
- O Sahiba O Sahiba – Kavita Krishnamurthy i Sonu Nigam

## Nagrody
Preity Zinta otrzymała nominację do Nagrody Star Screen dla Najlepszej Aktorki

## O twórcach filmu
- To drugi film, w którym reżyser Kundan Shah współpracuje z Preity Zinta (poprzedni Kya Kehna).
- Scenariusz do filmu napisał Rajkumar Santoshi, reżyser takich filmów jak: China Gate 1998, Lajja 2001, The Legend of Bhagat Singh 2002 i Khakee 2004.
- Mahima Chaudhry otrzymała w 1997 roku Nagrodę Filmfare za Najlepszy Debiut (w Pardes z Shah Rukh Khanem), nominowana była w 2000 za rolę w Dhadkan.
- Kolejny film, w którym Preity Zinta i Arjun Rampal wystąpili razem to Nigdy nie mów żegnaj, 2006.